# پروتستانتیسم اصلاح شده قاره‌ای

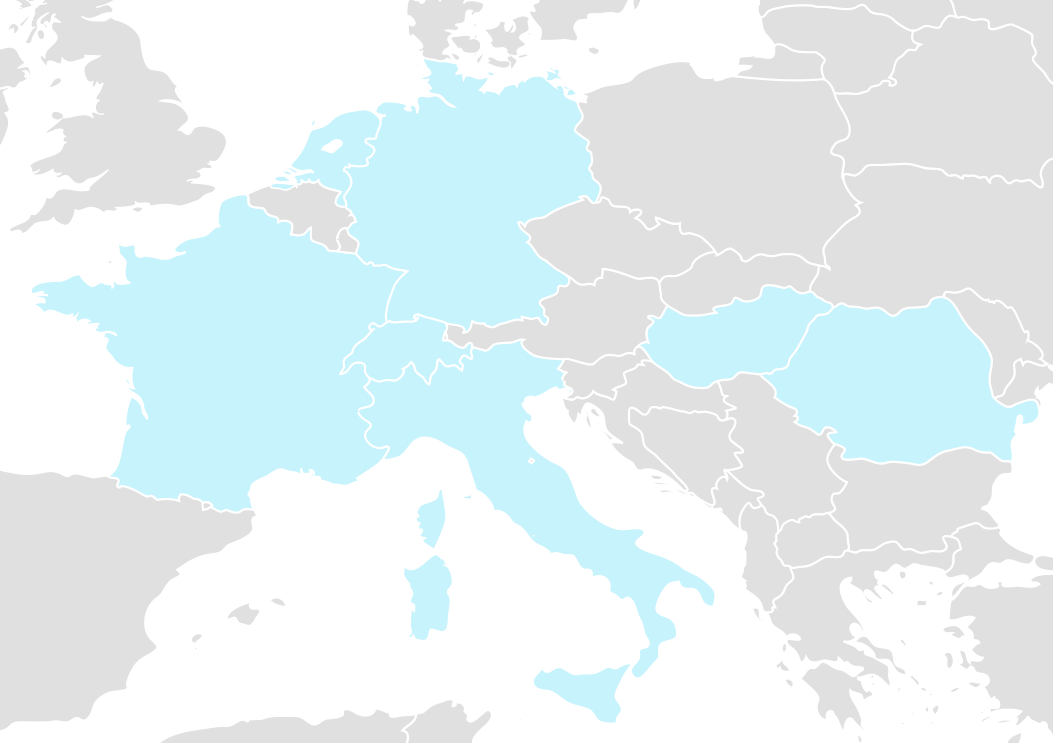
کشورها با کلیساهای مهم اصلاح شدهٔ قاره‌ای.

پروتستانتیسم اصلاح‌شدهٔ قاره‌ای بخشی از سنت اصلاح‌شده در پروتستانیسم است که منشأ آن در قاره اروپا پیدا می‌شود. زیرگروه‌های برجسته عبارتند از اصلاح طلبان هلندی، اصلاح طلبان سوئیس، پروتستان‌های فرانسوی، اصلاح طلبان مجارستانی و کلیسای والدنسی در ایتالیا.
این اصطلاح برای تمایز این کلیساها از کلیساهای پرسبیتری، کنگره‌گرایان یا سایر کلیساهای کالوینیستی استفاده می‌شود که می‌تواند منشأ آنها را در جزایر بریتانیا یا سایر نقاط جهان ردیابی کرد. شایان ذکر است، الهیات آنها عمدتاً از اصلاحات سوئیسی نشأت می‌گیرد، زیرا سوئیس (به ویژه ژنو و زوریخ) پایگاهی برای تأثیرگذارترین الهی‌دانان اصلاح‌شده آن دوران بود. هولدریچ زوینگلی، که اولین بیان ایمان اصلاح‌شده را فرموله کرد، این کلیسا را افتتاح کرد. اصلاحات سوئیسی به‌طور کامل توسط مارتین بوسر، هاینریش بولینگر و جان کالوین بیان شد. در قرن شانزدهم، این جنبش به اکثر کشورهای قاره اروپا گسترش یافت، گاهی اوقات با حمایت پادشاهان یا اعضای اشراف، مانند هلند، سوئیس، مجارستان، برخی از ایالات آلمان و فرانسه.

## تاریخ
اولین کلیساهای کالوینیستی پس از ۱۵۱۹ در اروپا تأسیس شدند و بخشی از اصلاحات پروتستان بودند.
دکترین کالونیستی در بیان‌های مختلف گفته شده است. چند دیگاه توسط گروه‌های مختلف مشترک است. گروه‌های مختلف معمولاً بر اساس دلایل تاریخی از دیدگاه‌های متفاوتی استفاده می‌کنند.
کلیساهای اصلاح‌شده قاره‌ای از طریق پیوریتن‌ها که مایل بودند کلیسای انگلستان را در امتداد خطوط قاره‌ای اصلاح کنند، بر انگلیکانیسم تأثیر گذاشتند.

## روش‌های حکمرانی
بر خلاف نظام اسقفی کلیساهای انگلیکان و بسیاری از کلیساهای لوتری و متدیست، کلیساهای اصلاح شده قاره ای توسط مجامع «بزرگان» یا افسران منصوب شده اداره می‌شوند. این معمولاً توسط اصلاح طلبان، شورای کلیسا نامیده می‌شود، اما اساساً همان سیاست پروتستانی است، با بزرگان تشکیل دهنده قواعد، هیئت حاکمه منطقه ای به نام کلاسیس، و بالاترین دادگاه تجدید نظر مجمع عمومی است.

## کلیساهای کالوینیست در سراسر جهان
بسیاری از کلیساها در سنت کالوینیسم یا با مهاجرت اروپاییان یا کار تبلیغی اروپا و آمریکای شمالی گسترش یافتند.